# Ranunculus hetianensis
Ranunculus hetianensis är en ranunkelväxtart som beskrevs av L. Liou. Ranunculus hetianensis ingår i släktet ranunkler, och familjen ranunkelväxter. Inga underarter finns listade i Catalogue of Life.